# Most Młyński w Bydgoszczy
Most Młyński – most drogowy, żelbetonowy na rzece Młynówce, łączący Wyspę Młyńską ze Starym Miastem w Bydgoszczy.

## Nazwy
- 1800–1920 – Mühlenbrücke
- 1920–1939 – Most Młyński
- 1939–1945 – Mühlenbrücke
- od 1945 r. – Most Młyński

Zarówno most, jak i pobliska Wyspa Młyńska zawdzięczają swoje nazwy licznym młynom, jakie istniały na tym terenie od XIV wieku, a szczególnie rozbudowane zostały w wieku XIX.

## Historia
Most powstał w 1791 r. w czasie budowy młynów królewskich. Był to duży obiekt łączący Wyspę Wschodnią (menniczą, obecnie część Wyspy Młyńskiej) ze Starym Miastem. Był zlokalizowany w ciągu ul. Ku Młynom przez rzekę Młynówkę.
W XIX i XX wieku był wielokrotnie przebudowywany. Po zniszczeniach wojennych oddano go do użytku w 1948 r. Ostatnia wersja obiektu z metalowymi barierkami powstała w 1964 r. W ramach prac związanych z rewitalizacją Wyspy Młyńskiej w Bydgoszczy w lipcu 2014 rozpoczęto planowany pierwotnie na 3 miesiące remont obiektu, połączony ze stylizacją barier i oświetleniem mostu. Po rozpoczęciu prac okazało się jednak, że stan techniczny mostu jest zły, co wymusiło przedłużenie prac co najmniej do listopada 2014.

## Dane techniczne
Most zbudowano jako żelbetowy, jednoprzęsłowy, o długości 16,93 m. Konstrukcję nośną stanowią dwie belki monolityczne z betonu zbrojonego. Pomost o szerokości 8,2 m stanowi płyta żelbetowa monolityczna. Obiektem dysponuje Zarząd Dróg Miejskich i Komunikacji Publicznej w Bydgoszczy.

## Obciążenie ruchem
Most Młyński z racji położenia w częściowo zamkniętej dla ruchu pojazdów strefie staromiejskiej nie jest zbytnio obciążony ruchem kołowym. Leży natomiast w ciągu uczęszczanym przez pieszych, przemieszczających się ze Starego Rynku na Wyspę Młyńską.
Z mostu można podziwiać wartko płynącą, krystaliczną rzekę Młynówkę, Wenecję Bydgoską oraz zabytkowe spichlerze: Czerwony Spichlerz (od 2009 r. Galeria Sztuki Nowoczesnej) i Karczmę Młyńską.